# 芒罗·伯恩
芒罗·伯恩（英語：Munroe Bourne，1910年6月26日—1992年7月11日），加拿大男子游泳运动员。他曾代表加拿大参加1928年、1932年和1936年夏季奥林匹克运动会游泳比赛，其中1928年奥运会获得一枚铜牌。